# Principe metróállomás
Principe egy metróállomás Olaszországban, Genova városában a Genovai metró 1-es vonalán, közvetlenül a város főpályaudvarának a közelében.

## Nevezetességek a közelben
| Név                                | Típus                               | Koordináta                                               | Kép |
| ---------------------------------- | ----------------------------------- | -------------------------------------------------------- | --- |
| Commenda di San Giovanni di Pré    | épületegyüttes templom múzeumépület | é. sz. 44,415556°, k. h. 8,922222°44.415556°N 8.922222°E |     |
| Stazione di Genova Piazza Principe | vasútállomás                        | é. sz. 44,416758°, k. h. 8,921636°44.416758°N 8.921636°E |     |

## Kapcsolódó állomások
A metróállomáshoz az alábbi állomások vannak a legközelebb:
- Darsena (Brignole, Genoa Metro)
- Dinegro (Brin, Genoa Metro)